# CP Regional

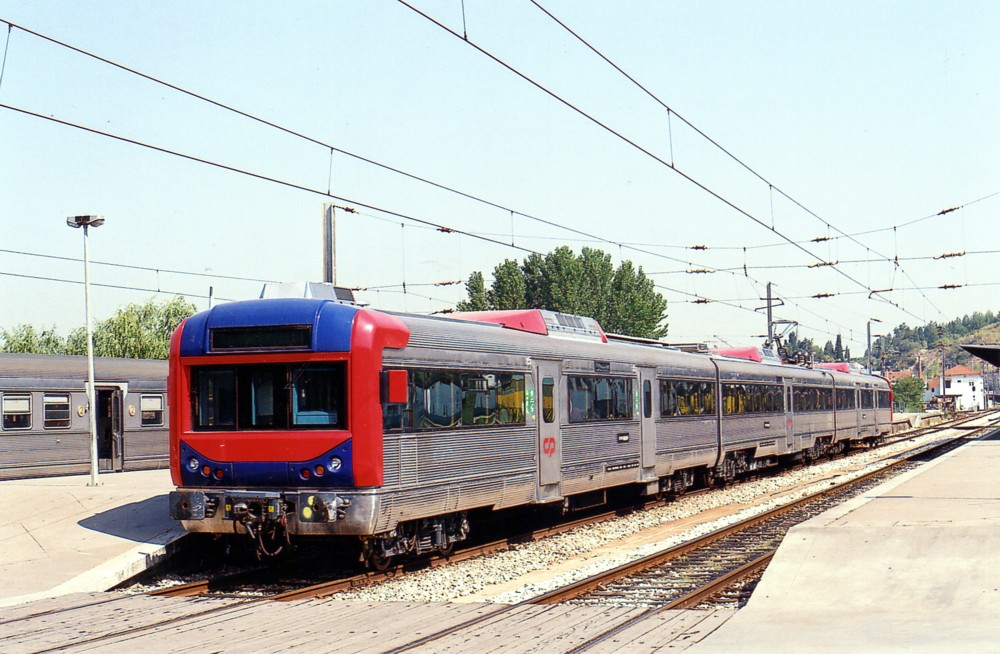
Ein typischer Regional-Zug der CP Regional im Bahnhof Coimbra-B

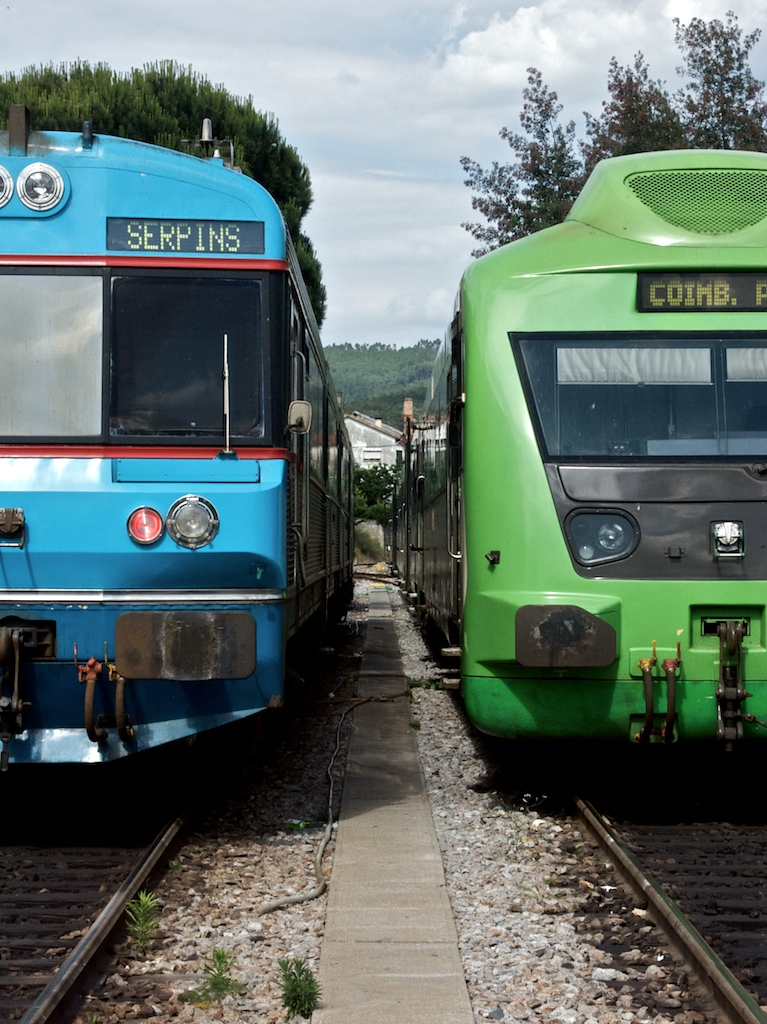
Die zwei vorrangig von der CP Regional eingesetzten Dieseltriebwagen: Baureihe 0350 und 0450 im Bahnhof Serpins der Ramal da Lousã

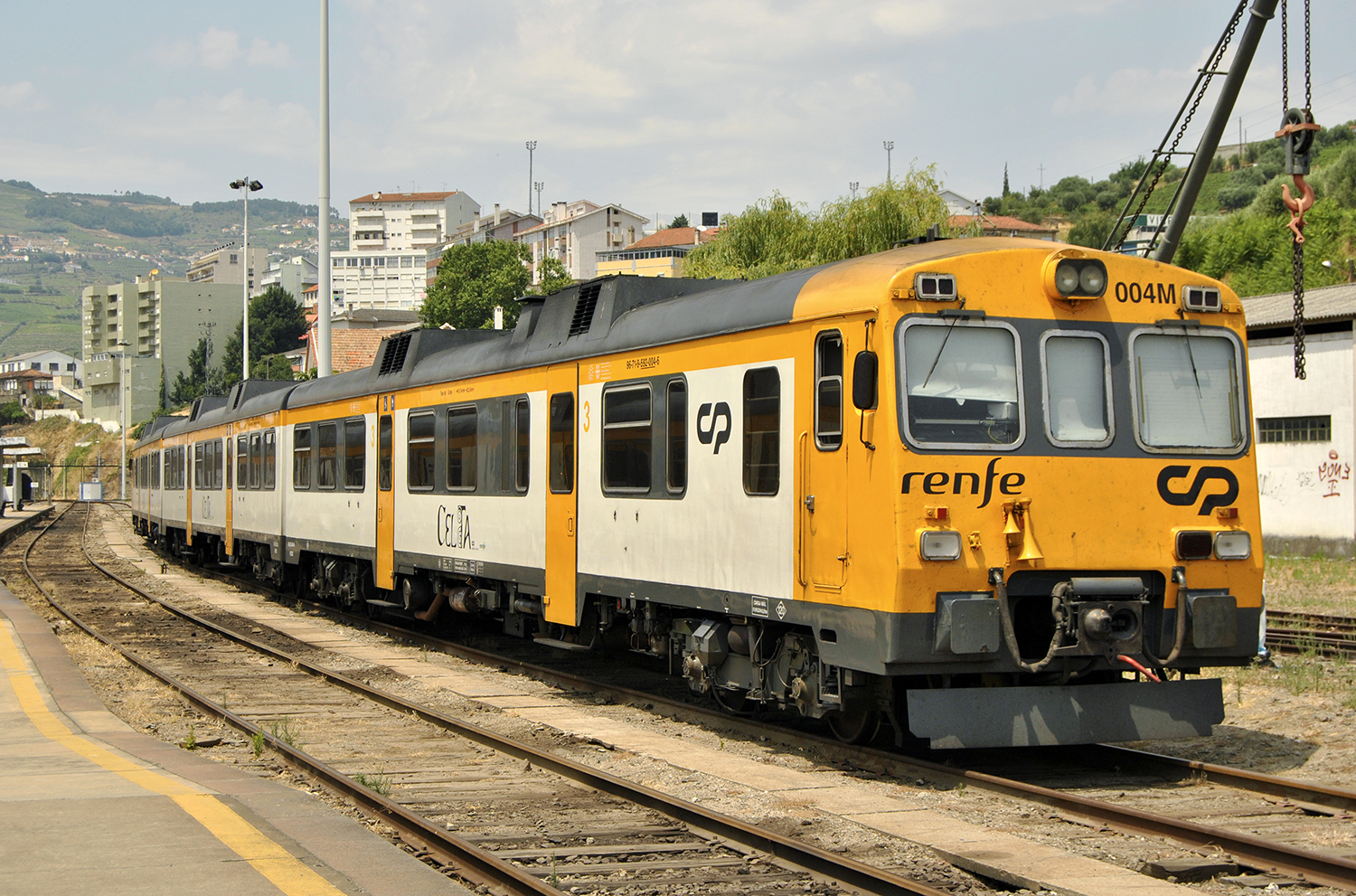
Seit 2011 ist CP Regional im Besitz von 17 aus Spanien ausgeliehenen Dieseltriebwagen der Baureihe 0592, die vor allem auf der Linha do Minho und Linha do Douro eingesetzt werden.

CP Regional, ist die Regionalverkehrssparte der portugiesischen Staatsbahn Comboios de Portugal. Sie betreibt den gesamten portugiesischen Regionalverkehr (Regional, InterRegional) sowie die Vortortzüge (Urbano) im Raum Coimbra. CP Regional erhält, genauso wie die CP-Tochtergesellschaften CP Lisboa und CP Porto, Zuschüsse vom portugiesischen Staat; im Jahr 2010 waren dies 19 Millionen Euro.
Im Jahr 1997 änderte die portugiesische Staatsbahn Caminhos-de-ferro Portugueses (CP) im Rahmen der portugiesischen Eisenbahnreform ihre Unternehmensstruktur grundlegend und schuf Unternehmenssparten für die Vorortverkehre in Lissabon und Porto, für die Instandhaltung sowie eine gemeinsame Sparte für den Regional- und Fernverkehr (CP Unidade de Viagens Interurbanas e Regionais, UVIR). Diese wurde 2005 in die CP Longo Curso (Fernverkehr) und CP Regional (Regionalverkehr) aufgeteilt.
Trotz der intern getrennten Verkehrssparten tritt die CP Regional einheitlich mit dem üblichen CP-Design auf. Für den Fahrgast ist der Unterschied ist daher kaum merklich.

## Daten
2007 beförderte die CP Regional mit 457 Verbindungen pro Werktag 13,8 Millionen Fahrgäste, im Jahr mit 491 Verbindungen 2008 14 Millionen. Derzeit beschäftigt die Tochtergesellschaft 1022 Mitarbeiter. Im Vergleich zu den Zügen anderer Tochtergesellschaften der CP, sind die Pünktlichkeitswerte der Regionalzüge durchwachsen.
2007 erwirtschaftete CP Regional einen Umsatz von 32,4 Millionen Euro, der 2008 auf 32 Millionen Euro sank.

## Linien
CP Regional betreibt ein sehr weit verzweigtes Liniennetz, auf nahezu allen Eisenbahnstrecken in Portugal fahren Züge des Unternehmens. Auf einzelnen Strecken wird ein sehr eingeschränkter Fahrplan gefahren (1–2 Züge pro Tag), wenige Strecken werden mit Zügen mit „Liniencharakter“ und damit konsequent synchronen Taktzeiten befahren. Ausnahmen bilden hier die stark befahrenen Strecken dar, vor allem die Linha do Norte.
CP Regional betreibt drei Zuggattungen: Als Basisangebot der Comboios de Portugal fungieren die Züge des Regional, vergleichbar mit einer deutschen Regionalbahn, die an allen Bahnhöfen und Haltepunkten halten. Regional-Verbindungen gibt es von nahezu allen Haltepunkten und Bahnhöfen Portugals. Als beschleunigtes Regionalangebot gilt der InterRegional, der auch auf längeren Strecken eingesetzt wird (beispielsweise Porto–Régua) und nicht an allen Stationen hält. Im Raum Coimbra werden die von CP Regional betriebenen Züge zwischen Figueira da Foz und Coimbra als Vorortzüge (Urbano) bezeichnet, ursprünglich gehörten auch die Züge auf den inzwischen eingestellten Strecken Ramal da Figueira da Foz und Ramal da Lousã dazu.
Eigentlich eine Linie der Fernverkehrssparte CP Longo Curso, betreibt CP Regional auch die Internacional-Linie namens Celta zwischen Porto und Vigo (Galicien).

## Fuhrpark
Der Fuhrpark der CP Regional ist breit gefächert, um auf die jeweiligen Anforderungen des verzweigten, portugiesischen Streckennetzes eingehen zu können. Grundsätzlich werden bevorzugt, und inzwischen ausschließlich, Triebwagen eingesetzt.
Auf kürzen und nicht elektrifizierten Strecken werden die 1999/2000 umgebauten Triebwagen der Baureihe 0350 eingesetzt, die auf den älteren NOHAB-Triebwagen aus den 1950er Jahren basieren. Für größere Fahrgastaufkommen auf ebenfalls nicht elektrifizierten Strecken besitzt die CP Regional die zweiteiligen Triebwagen der Baureihe 0450, die ebenfalls auf umgebauten Wagen aus den 1960er Jahren bestehen. Um die veraltete Triebwagen der Baureihe 0600/0650 zu ersetzen, lieh sich CP Regional 17 Dieseltriebwagen der Baureihe 0592 von der spanischen Renfe. Diese werden vor allem auf der Linha do Minho und Linha do Douro eingesetzt, werden jedoch weiterhin in Spanien gewartet.
Für die zwei schmalspurigen Nebenbahnen, die von der CP Regional betrieben werden, besitzt die CP zwei Baureihen. Auf der Linha do Tua setzt die Metropolitano Ligeiro de Mirandela im Auftrag der CP Regional kleine Dieseltriebwagen der Baureihe 9500 ein, die auf ehemals jugoslawischen Wagen basieren. Auf der Linha do Vouga verkehren zweiteilige Dieseltriebwagen der Baureihe 9630 aus portugiesischer Produktion.
Auf elektrifizierten Strecken verwendet CP Regional ausschließlich die dreiteiligen Triebwagen der Baureihe 2240, die auf modernisierten Wagen der Baureihen 2100, 2150 und 2200 basiert.